# Canton de Buthidaung
Le canton de Buthidaung (birman : ဘူးသီးတောင်မြို့နယ်) est un canton du district de Maungdaw, dans l'État de Rakhine, en Birmanie. La ville principale et le siège administratif est Buthidaung (en).
Le ratio Rohingyas/Rakhines à Maungtaw et Buthidaung est devenu 94:6 en 2012.
En 2010-2011, on compte trois lycées, un lycée, trois collèges, trois collèges annexes, 20 écoles post-primaires et 122 écoles primaires.